# Robert Korzeniowski
Robert Marek Korzeniowski (sinh ngày 30 tháng 7 năm 1968) là một cựu vân động viên điền kinh môn đi bộ người Ba Lan, được xem là vận động viên xuất sắc nhất trong lịch sử Ba Lan môn đi bộ. Ông đã giành được bốn huy chương vàng tại Thế vận hội mùa hè vào các năm 1996, 2000, 2004 và ba lần tại giải vô địch thế giới vào các năm 1997, 2001, 2003. Korzeniowski là người chiến thắng ba than bùn cự ly 50 km đi bộ tại Thế vận hội mùa hè. Ông cũng đã thắng vào năm 1996 ở Atlanta, 2000 ở Sydney và 2004 ở Athens. Ngoài ra, Robert Korzeniowski còn trở thành vận động viên đầu tiên giành thắng cả cự ly dài và cự ly ngắn, việc giành được danh hiệu cự ly 20 km tại Olympics 2000. Với những thành tích xuất sắc trong thể thao của mình, ông đã ba lần nhận được huy chương Polonia Restituta, một trong những huân chương cao quý nhất của Ba Lanvào các năm 1996, 2000, 2004

## Thành tích thi đấu
| Năm             | Giải đấu                      | Địa điểm                   | Thứ hạng        | Nội dung        | Chú thích       |
| Đại diện Ba Lan | Đại diện Ba Lan               | Đại diện Ba Lan            | Đại diện Ba Lan | Đại diện Ba Lan | Đại diện Ba Lan |
| --------------- | ----------------------------- | -------------------------- | --------------- | --------------- | --------------- |
| 1987            | European Junior Championships | Birmingham, Vương quốc Anh | –               | 20 km đi bộ     | DQ              |
| 1989            | Universiade                   | Duisburg, Tây Đức          | 6th             | 20 km đi bộ     | 1:26:10         |
| 1990            | European Championships        | Split, Nam Tư              | 4th             | 20 km đi bộ     | 1:23.47         |
| 1991            | World Championships           | Tokyo, Nhật Bản            | 10th            | 20 km đi bộ     | 1:21:32         |
| 1991            | World Championships           | Tokyo, Nhật Bản            | –               | 50 km đi bộ     | DNF             |
| 1992            | Olympic Games                 | Barcelona, Tây Ban Nha     | –               | 20 km đi bộ     | DNF             |
| 1992            | Olympic Games                 | Barcelona, Tây Ban Nha     | –               | 50 km walk      | DQ              |
| 1993            | World Indoor Championships    | Toronto, Canada            | 2nd             | 5000 m đi bộ    | 18:35.91        |
| 1993            | Universiade                   | Buffalo, United States     | 1st             | 20 km đi bộ     | 1:22:01         |
| 1993            | World Championships           | Stuttgart, Đức             | –               | 50 km đi bộ     | DQ              |
| 1994            | European Indoor Championships | Paris, Pháp                | –               | 5000 m đi bộ    | DQ              |
| 1994            | European Championships        | Helsinki, Phần Lan         | –               | 20 km đi bộ     | DQ              |
| 1994            | European Championships        | Helsinki, Phần Lan         | 5th             | 50 km walk      | 3:45:57         |
| 1995            | World Championships           | Gothenburg, Thuỵ Điển      | 3rd             | 50 km đi bộ     | 3:45.57         |
| 1996            | Olympic Games                 | Atlanta, Mỹ                | 8th             | 20 km đi bộ     | 1:21:13         |
| 1996            | Olympic Games                 | Atlanta, Mỹ                | 1st             | 50 km đi bộ     | 3:43:30         |
| 1997            | World Championships           | Athens, Hy Lạp             | 1st             | 50 km đi bộ     | 3:44:46         |
| 1998            | European Championships        | Budapest, Hungary          | 1st             | 50 km đi bộ     | 3:43:51         |
| 1999            | World Race Walking Cup        | Mézidon-Canon, Pháp        | 4th             | 20 km đi bộ     | 1:20:52         |
| 1999            | World Championships           | Seville, Tây Ban Nha       | –               | 50 km đi bộ     | DQ              |
| 2000            | European Race Walking Cup     | Eisenhüttenstadt, Đức      | 1st             | 20 km đi bộ     | 1:18:29         |
| 2000            | Olympic Games                 | Sydney, Úc                 | 1st             | 20 km đi bộ     | 1:18:59 (OR)    |
| 2000            | Olympic Games                 | Sydney, Úc                 | 1st             | 50 km đi bộ     | 3:42:22         |
| 2001            | World Championships           | Edmonton, Canada           | 1st             | 50 km đi bộ     | 3:42.08         |
| 2001            | Goodwill Games                | Brisbane, Úc               | 2nd             | 20,000 m đi bộ  | 1:19:52.0       |
| 2002            | European Championships        | Munich, Đức                | 1st             | 50 km đi bộ     | 3:36:39 (WR)    |
| 2003            | World Championships           | Paris, Pháp                | 1st             | 50 km đi bộ     | 3:36:03(WR)     |
| 2004            | Olympic Games                 | Athens, Hy Lạp             | 1st             | 50 km đi bộ     | 3:38:46         |